# شنجي
شنجي (بالإنجليزية: Chingy) الاسم الحقيقي هاوارد بايلي (بالإنجليزية: Howard Bailey) ولد عام 1980 م في سانت لويس في ميزوري، الولايات المتحدة الأمريكية, أحد مغني الراب الحديثين.
اشتهر حديثا في عام 2003 بعد ألبومه الشهير Jackpot وأغنية Right Thurr.شنجي صاحب موهبه كبيرة جدا في مجال الراب وهيب هوب, فأغنيته الأولى جعلته في القمة مباشرة وجعلت كبار الفنانين كـسنوب دوغ يعمل معه.

## ألبوماته
- Jackpot - 2003
- Powerballin - 2004

## وصلات خارجية
- شنجي على موقع IMDb (الإنجليزية)
- شنجي على موقع ألو سيني (الفرنسية)
- شنجي على موقع ميوزك برينز (الإنجليزية)
- شنجي على موقع أول موفي (الإنجليزية)
- شنجي على موقع إن إن دي بي (الإنجليزية)
- شنجي على موقع أول ميوزيك (الإنجليزية)
- شنجي على موقع ديسكوغز (الإنجليزية)
- شنجي على موقع قاعدة بيانات الفيلم (الإنجليزية)
- شنجي على موقع كينوبويسك (الروسية)
- الموقع الرسمي لشنجي